# Iglesia de Santa Eufemia (Novara)
La iglesia de Sant'Eufemia es una iglesia católica en Novara, ubicado en Vía Cesare Magnani Ricotti.

## Historia
Se tiene noticia de ello desde 1124, año en el que el obispo de Novara, Litifredo, permitió al rector de la cofradía del mismo nombre celebrar las liturgias de Navidad, Epifanía, Pascua y Pentecostés. La iglesia fue oficiada por la cofradía de San Defendente hasta 1586, año en el que se incorporó a la Cofradía de peregrinos de la Santísima Trinidad de Roma. A partir de ese momento la iglesia tomó el título de "Hospicio de Peregrinos", mantenido hasta los últimos años del siglo XIX.
Hacia mediados del siglo XVII la iglesia se encontraba en un fuerte estado de decadencia y en 1666 la cofradía, gracias a cuantiosas donaciones, hizo reconstruir el edificio, según las instrucciones dictadas por San Carlos Borromeo. La reconstrucción se atribuye al arquitecto A. Pellegrini. La fachada se completó en 1698 y se restauró en 1787.

## Descripción
La planta del edificio es de cruz latina, con un gran crucero.

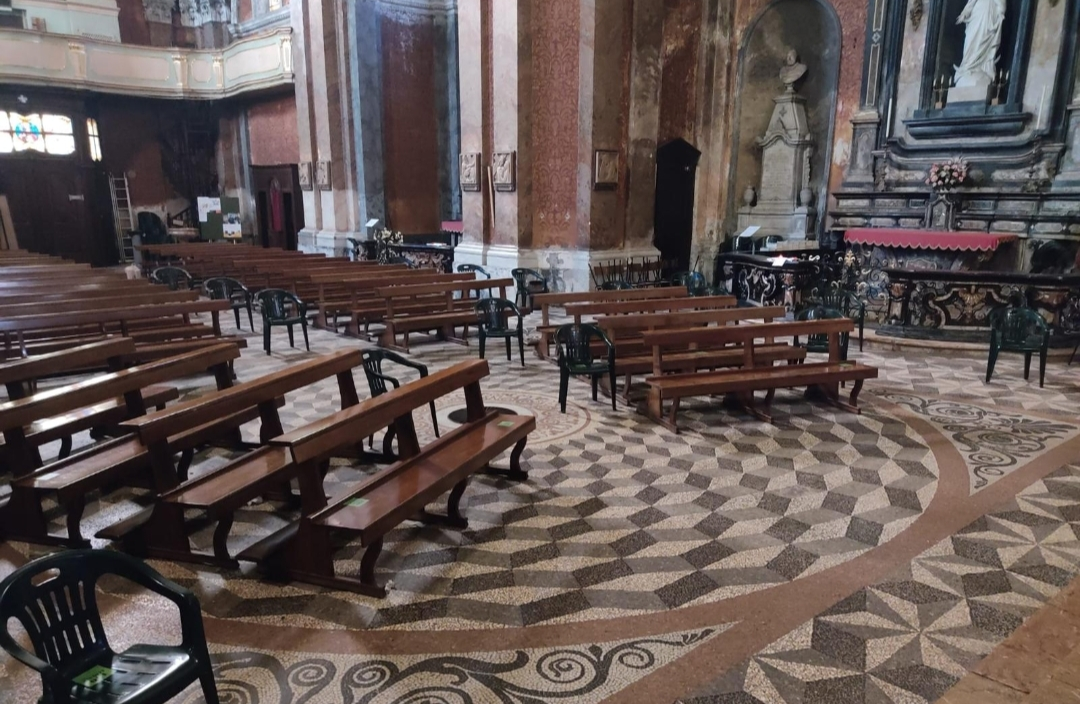
El interior y detalle del piso.

La iglesia alberga el Martirio de un santo de Pianca, fechado en 1745, el lienzo de Bartolomeo Vandoni que representa a Sant'Ombono y los monumentos funerarios de mármol del conde Giuseppe Tornielli Brusati, esculpidos en 1843 por Bisetti, y del cardenal Giovanni Cacciapiatti.

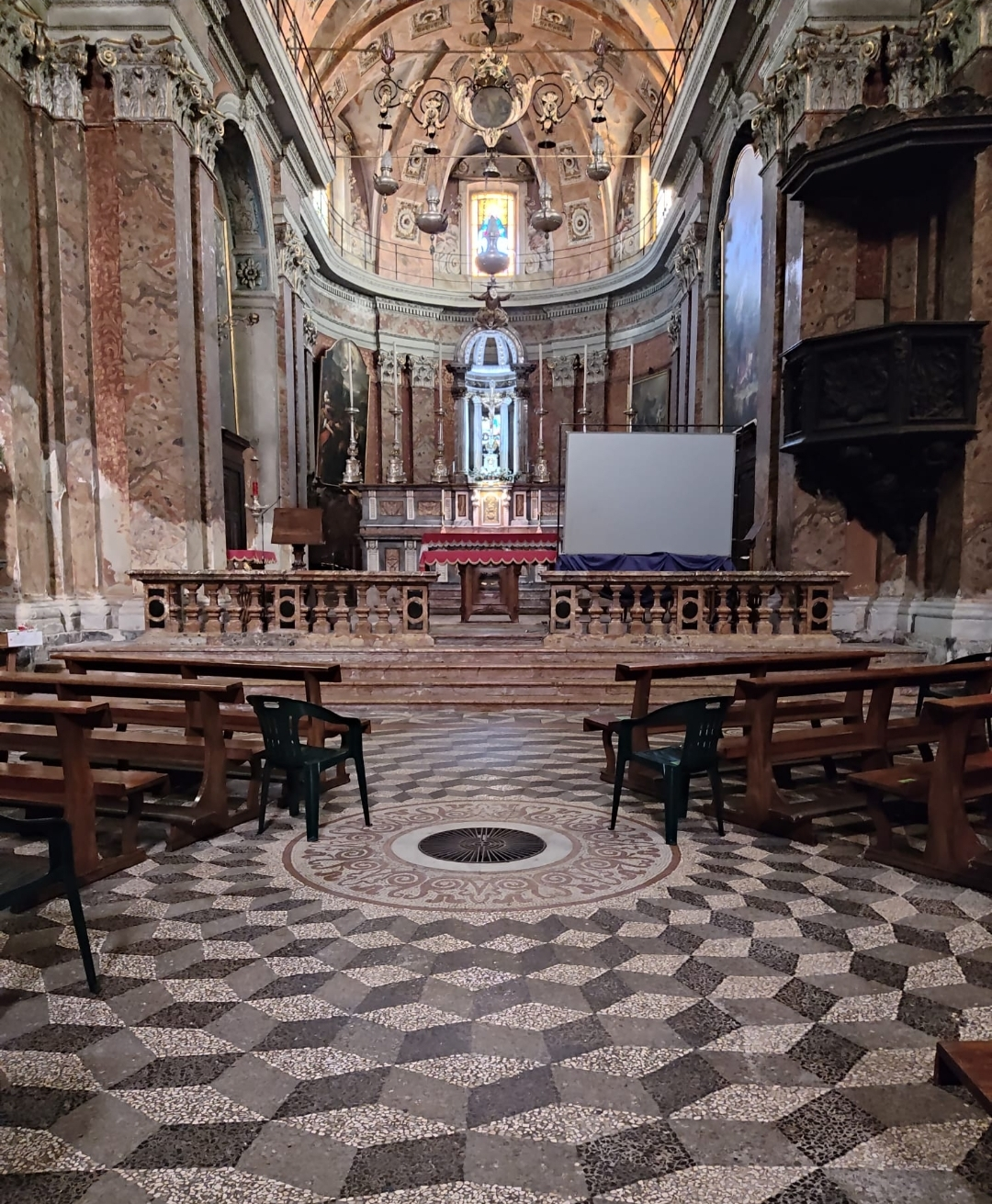
La zona del altar (abril de 2022)

El púlpito tallado fue realizado hacia 1682 por Vallo de Novara y el coro, de estilo rococó, fue diseñado en 1775 por Olivarez da Corbetta y Barengo di Magenta.